# Fatma Aliye Topuz
Fatma Aliye Topuz, a menudo llamada Fatma Aliye o Fatma Aliye Hanım, (9 de octubre de 1862–13 de julio de 1936) fue una novelista, columnista, ensayista y activista por los derechos de la mujer y el humanitarismo nacida en Estambul, Imperio Otomano. Aunque no fue la primera escritora turca en publicar una novela, pues ya existía una única obra previa publicada por Zafer Hanım en 1877, Fatma Aliye con sus cinco novelas es reconocida en los círculos literarios como la primera novelista femenina de la Literatura turca y el Mundo islámico.

## Obra

### Novelas
- Muhazarat (1892)
- Hayal ve Hakikat (1894)
- Raf'et (1898)
- Udi (1899)
- Enin (1910)
- Levaih-i Hayat

### Traducciones
- Meram (1890) de la novela en francés Volonté (1888) de Georges Ohnet.

### Ensayos
- Namdaran-ı Zenan-ı İslamıyan (1895) —en español:Mujeres musulmanas famosas—
- Osmanlıda Kadın: "Cariyelik, Çokeşlilik, Moda" (1895) —Mujeres en el Imperio Otomano:Odaliscas, poligamia y moda—
- Taaddüd-i Zevcat —Poligamia— con Mahmud Esad
- Nisvan-ı İslam (1896) —Mujeres del islam—
- Teracim-i Ahval-ı Felasife (1900) —Biografías de filósofos—
- Tedkik-i Ecsam (1901) —Investigaciones sobre los objetos—
- Ahmed Cevdet Paşa ve Zamanı (1914) —Ahmet Cevdet Pasha y su tiempo—
- Kosova Zaferi / Ankara Hezimeti: Tarih-i Osmaninin Bir Devre-i Mühimmesi (1915) —Victoria en Kosovo/derrota en Ankara: una época importante de la historia otomana—